# Вилория, Мейбрис
Мейбрис Джон Вилория Окендо (исп. Meibrys John Viloria Oquendo; 15 февраля 1997, Картахена) — колумбийский бейсболист, кэтчер системы клуба Главной лиги бейсбола «Кливленд Гардианс». Игрок национальной сборной Колумбии, участник игр Мировой бейсбольной классики 2017 и 2023 годов.

## Карьера
В июле 2013 года подписал контракт с «Канзас-Сити Роялс» в статусе международного свободного агента. Профессиональную карьеру начал в 2014 году в составе «Берлингтон Роялс» — одной из команд фарм-системы «Роялс».
В 2016 году в составе «Айдахо-Фоллс Чукарс» провёл 58 матчей, отбивая с показателем 37,6  %, выбил шесть хоум-ранов и был признан самым ценным игроком Лиги пионеров.
В 2017 году вошёл в состав сборной Колумбии на игры Мировой бейсбольной классики. Сезон 2017 года провёл в составе «Лексингтон Леджендс», после окончания чемпионата был включён в расширенный ростер «Канзас-Сити Роялс».
Сезон 2022 года Вилория провёл в составе клуба «Техас Рейнджерс», приняв участие в 26 матчах регулярного чемпионата. Ещё 54 игры он провёл на уровне AAA-лиги за «Раунд-Рок Экспресс». После окончания сезона он получил статус свободного агента и в декабре 2022 года подписал контракт игрока младшей лиги с клубом «Кливленд Гардианс». В феврале 2023 года Вилория вошёл в заявку сборной Колумбии на игры Мировой бейсбольной классики.